# Groupe 5 des éliminatoires du Championnat d'Europe féminin de football 2017
 (avril 2016).
Si vous disposez d'ouvrages ou d'articles de référence ou si vous connaissez des sites web de qualité traitant du thème abordé ici, merci de compléter l'article en donnant les références utiles à sa vérifiabilité et en les liant à la section « Notes et références ».
Navigation
Groupe 4 Groupe 6
Cet article donne les résultats détaillés des matchs du Groupe 5 de la phase de groupes des éliminatoires pour l'Euro 2017 de football féminin.

## Classement
En fonction du règlement de l'UEFA relatif à cette compétition.
| Rang | Équipe    | Pts | J | G | N | P | Bp | Bc | Diff |  | Résultats (▼ dom., ► ext.) |     |     |      |     |     |
| ---- | --------- | --- | - | - | - | - | -- | -- | ---- |  | -------------------------- | --- | --- | ---- | --- | --- |
| 1    | Allemagne | 24  | 8 | 8 | 0 | 0 | 35 | 0  | +35  |  | Allemagne                  |     | 2-0 | 12-0 | 2-0 | 7-0 |
| 2    | Russie    | 14  | 8 | 4 | 2 | 2 | 14 | 9  | +5   |  | Russie                     | 0-4 |     | 3-3  | 5-0 | 2-0 |
| 3    | Hongrie   | 8   | 8 | 2 | 2 | 4 | 8  | 20 | -12  |  | Hongrie                    | 0-1 | 0-1 |      | 2-0 | 1-0 |
| 4    | Croatie   | 7   | 8 | 2 | 1 | 5 | 8  | 15 | -7   |  | Croatie                    | 0-1 | 0-3 | 1-1  |     | 3-0 |
| 5    | Turquie   | 4   | 8 | 1 | 1 | 6 | 3  | 24 | -21  |  | Turquie                    | 0-6 | 0-0 | 2-1  | 1-4 |     |

- Qualifié directement pour l'Euro 2017
- Barragiste
- Éliminé de la compétition

## Résultats et calendrier
Le lien « Rapport » en bas de chaque feuille de match permet de voir davantage de détails vers la source UEFA.
| 17 septembre 2015 | Turquie  | 1 - 4   | Croatie                                             | Kazım Karabekir Stadium, Erzurum                 |                                                  |
| 16 h 30 HEC       | Uraz 17e | (1 - 1) | Landeka 29e · Joščak 71e · Šundov 80e · Šalek 90+2e | Spectateurs : 5,132 Arbitrage : Esther Azzopardi | Spectateurs : 5,132 Arbitrage : Esther Azzopardi |
| 16 h 30 HEC       | Rapport  |         |                                                     | Spectateurs : 5,132 Arbitrage : Esther Azzopardi | Spectateurs : 5,132 Arbitrage : Esther Azzopardi |

| 18 septembre 2015 | Allemagne | 12 - 0  | Hongrie | Erdgas Sportpark, Halle                      |                                              |
| 16 h 00 HEC       | Popp 7e 66e · Maier 9e · Kemme 16e · Behringer 19e (pen.) · Bremer 28e 70e 84e · Goeßling 33e 39e · Laudehr 63e · Leupolz 72e | (7 - 0) |         | Spectateurs : 4,378 Arbitrage : Sara Persson | Spectateurs : 4,378 Arbitrage : Sara Persson |
| 16 h 00 HEC       | Rapport |         |         | Spectateurs : 4,378 Arbitrage : Sara Persson | Spectateurs : 4,378 Arbitrage : Sara Persson |

| 22 septembre 2015 | Croatie | 0 - 1   | Allemagne | Stadion Kranjčevićeva, Zagreb               |                                             |
| 18 h 00 HEC       |         | (0 - 1) | Popp 4e   | Spectateurs : 230 Arbitrage : Sabine Bonnin | Spectateurs : 230 Arbitrage : Sabine Bonnin |
| 18 h 00 HEC       | Rapport |         |           | Spectateurs : 230 Arbitrage : Sabine Bonnin | Spectateurs : 230 Arbitrage : Sabine Bonnin |

| 21 octobre 2015 | Hongrie  | 1 - 0   | Turquie | Groupama Arena, Budapest                       |                                                |
| 16 h 00 HEC     | Szuh 46e | (0 - 0) |         | Spectateurs : 2,150 Arbitrage : Tess Petersson | Spectateurs : 2,150 Arbitrage : Tess Petersson |
| 16 h 00 HEC     | Rapport  |         |         | Spectateurs : 2,150 Arbitrage : Tess Petersson | Spectateurs : 2,150 Arbitrage : Tess Petersson |

| 22 octobre 2015 | Allemagne               | 2 - 0   | Russie | BRITA-Arena, Wiesbaden                         |                                                |
| 16 h 00 HEC     | Islacker 8e · Maier 48e | (1 - 0) |        | Spectateurs : 4,516 Arbitrage : Efthalia Mitsi | Spectateurs : 4,516 Arbitrage : Efthalia Mitsi |
| 16 h 00 HEC     | Rapport                 |         |        | Spectateurs : 4,516 Arbitrage : Efthalia Mitsi | Spectateurs : 4,516 Arbitrage : Efthalia Mitsi |

| 25 octobre 2015 | Allemagne                                                                            | 7 - 0   | Turquie | Hardtwaldstadion, Sandhausen               |                                            |
| 14 h 15 HEC     | Islacker 6e · Mittag 29e · Behringer 37e (pen.) · Däbritz 69e 90+3e · Magull 78e 86e | (3 - 0) |         | Spectateurs : 6,734 Arbitrage : Rhona Daly | Spectateurs : 6,734 Arbitrage : Rhona Daly |
| 14 h 15 HEC     | Rapport                                                                              |         |         | Spectateurs : 6,734 Arbitrage : Rhona Daly | Spectateurs : 6,734 Arbitrage : Rhona Daly |

|             | Croatie    | 1 - 1   | Hongrie            | Stadion Gradski vrt, Osijek                     |                                                 |
| 16 h 00 HEC | Joščak 68e | (0 - 1) | Jakabfi 45e (pen.) | Spectateurs : 800 Arbitrage : Eleni Lampadariou | Spectateurs : 800 Arbitrage : Eleni Lampadariou |
| 16 h 00 HEC | Rapport    |         |                    | Spectateurs : 800 Arbitrage : Eleni Lampadariou | Spectateurs : 800 Arbitrage : Eleni Lampadariou |

| 25 novembre 2015 | Turquie | 0 - 0 | Russie | Fethiye İlçe Stadyumu, Fethiye             |                                            |
| 15 h 00 HEC      |         |       |        | Spectateurs : 1,485 Arbitrage : Ana Aguiar | Spectateurs : 1,485 Arbitrage : Ana Aguiar |
| 15 h 00 HEC      | Rapport |       |        | Spectateurs : 1,485 Arbitrage : Ana Aguiar | Spectateurs : 1,485 Arbitrage : Ana Aguiar |

| 29 novembre 2015 | Hongrie | 0 - 1   | Russie        | Pancho Aréna, Felcsút                       |                                             |
| 16 h 30 HEC      |         | (0 - 0) | Makarenko 55e | Spectateurs : 750 Arbitrage : Sarah Garratt | Spectateurs : 750 Arbitrage : Sarah Garratt |
| 16 h 30 HEC      | Rapport |         |               | Spectateurs : 750 Arbitrage : Sarah Garratt | Spectateurs : 750 Arbitrage : Sarah Garratt |

| 30 novembre 2015 | Croatie                               | 3 - 0   | Turquie | Stadion Rujevica, Rijeka                       |                                                |
| 16 h 00 HEC      | Šundov 29e · Joščak 39e · Andrlić 88e | (2 - 0) |         | Spectateurs : 400 Arbitrage : Ivana Projkovska | Spectateurs : 400 Arbitrage : Ivana Projkovska |
| 16 h 00 HEC      | Rapport                               |         |         | Spectateurs : 400 Arbitrage : Ivana Projkovska | Spectateurs : 400 Arbitrage : Ivana Projkovska |

| 8 avril 2016 | Turquie | 0 - 6   | Allemagne                                             | Recep Tayyip Erdoğan Stadium, Istanbul           |                                                  |
| 16 h 00 HEC  |         | (0 - 2) | Kerschowski 29e 60e 90+3e · Mittag 40e · Popp 78e 86e | Spectateurs : 308 Arbitrage : Florence Guillemin | Spectateurs : 308 Arbitrage : Florence Guillemin |
| 16 h 00 HEC  | Rapport |         |                                                       | Spectateurs : 308 Arbitrage : Florence Guillemin | Spectateurs : 308 Arbitrage : Florence Guillemin |

|             | Hongrie         | 2 - 0   | Croatie | Ménfői út, Győr                               |                                               |
| 20 h 30 HEC | Jakabfi 43e 86e | (1 - 0) |         | Spectateurs : 200 Arbitrage : Zuzana Kováčová | Spectateurs : 200 Arbitrage : Zuzana Kováčová |
| 20 h 30 HEC | Rapport         |         |         | Spectateurs : 200 Arbitrage : Zuzana Kováčová | Spectateurs : 200 Arbitrage : Zuzana Kováčová |

| 12 avril 2016 | Allemagne                 | 2 - 0   | Croatie | Stadion an der Bremer Brücke, Osnabrück    |                                            |
| 17 h 58 HEC   | Maroszán 32e · Mittag 50e | (1 - 0) |         | Spectateurs : 8,276 Arbitrage : Marte Sørø | Spectateurs : 8,276 Arbitrage : Marte Sørø |
| 17 h 58 HEC   | Rapport                   |         |         | Spectateurs : 8,276 Arbitrage : Marte Sørø | Spectateurs : 8,276 Arbitrage : Marte Sørø |

|             | Russie                                     | 3 - 3   | Hongrie                             | Minor Sport Arena Petrovsky, Saint-Pétersbourg   |                                                  |
| 18 h 00 HEC | Terekhova 13e 85e (pen.) · Dmitrenko 90+2e | (1 - 1) | Vágó 19e · Zeller 66e · Jakabfi 76e | Spectateurs : 2,543 Arbitrage : Sofia Karagiorgi | Spectateurs : 2,543 Arbitrage : Sofia Karagiorgi |
| 18 h 00 HEC | Rapport                                    |         |                                     | Spectateurs : 2,543 Arbitrage : Sofia Karagiorgi | Spectateurs : 2,543 Arbitrage : Sofia Karagiorgi |

| 2 juin 2016 | Russie                        | 2 - 0   | Turquie | Arena Khimki, Khimki                           |                                                |
| 18 h 00 HEC | Pantyukhina 47e · Karpova 64e | (0 - 0) |         | Spectateurs : 2,543 Arbitrage : Vivian Peeters | Spectateurs : 2,543 Arbitrage : Vivian Peeters |
| 18 h 00 HEC | Rapport                       |         |         | Spectateurs : 2,543 Arbitrage : Vivian Peeters | Spectateurs : 2,543 Arbitrage : Vivian Peeters |

|             | Turquie                          | 2 - 1   | Hongrie     | Antalya Atatürk Stadium, Antalya                   |                                                    |
| 18 h 00 HEC | Türkoğlu 4e · Mosdóczi 27e (csc) | (2 - 1) | Jakabfi 40e | Spectateurs : 142 Arbitrage : Julia-Stefanie Baier | Spectateurs : 142 Arbitrage : Julia-Stefanie Baier |
| 18 h 00 HEC | Rapport                          |         |             | Spectateurs : 142 Arbitrage : Julia-Stefanie Baier | Spectateurs : 142 Arbitrage : Julia-Stefanie Baier |

| 6 juin 2016 | Croatie | 0 - 3   | Russie                                         | Gradski stadion, Koprivnica                 |                                             |
| 19 h 30 HEC |         | (0 - 3) | Žigić 10e (csc) · Karpova 21e · Kozhnikova 38e | Spectateurs : 1,100 Arbitrage : Morag Pirie | Spectateurs : 1,100 Arbitrage : Morag Pirie |
| 19 h 30 HEC | Rapport |         |                                                | Spectateurs : 1,100 Arbitrage : Morag Pirie | Spectateurs : 1,100 Arbitrage : Morag Pirie |

| 16 septembre 2016 | Russie  | 0 - 4   | Allemagne                                                       | Arena Khimki, Khimki                             |                                                  |
| 18 h 00 HEC       |         | (0 - 3) | Tsybutovich 7e (csc) · Maier 14e · Hendrich 26e · Petermann 78e | Spectateurs : 500 Arbitrage : Cristina Dorcioman | Spectateurs : 500 Arbitrage : Cristina Dorcioman |
| 18 h 00 HEC       | Rapport |         |                                                                 | Spectateurs : 500 Arbitrage : Cristina Dorcioman | Spectateurs : 500 Arbitrage : Cristina Dorcioman |

| 20 septembre 2016 | Hongrie | 0 - 1   | Allemagne       | Ménfői út, Győr                                 |                                                 |
| 16 h 00 HEC       |         | (0 - 1) | Szabó 29e (csc) | Spectateurs : 1,000 Arbitrage : Lina Lehtovaara | Spectateurs : 1,000 Arbitrage : Lina Lehtovaara |
| 16 h 00 HEC       | Rapport |         |                 | Spectateurs : 1,000 Arbitrage : Lina Lehtovaara | Spectateurs : 1,000 Arbitrage : Lina Lehtovaara |

|             | Russie                                                               | 5 - 0   | Croatie | Arena Khimki, Khimki                          |                                               |
| 19 h 00 HEC | Pantyukhina 6e · Chernomyrdina 12e · Danilova 25e 44e · Sochneva 75e | (4 - 0) |         | Spectateurs : 598 Arbitrage : Carina Vitulano | Spectateurs : 598 Arbitrage : Carina Vitulano |
| 19 h 00 HEC | Rapport                                                              |         |         | Spectateurs : 598 Arbitrage : Carina Vitulano | Spectateurs : 598 Arbitrage : Carina Vitulano |

## Meilleures buteuses
5 buts
- Alexandra Popp
- Zsanett Jakabfi

3 buts
- Maja Joščak
- Pauline Bremer
- Isabel Kerschowski
- Leonie Maier
- Anja Mittag